# هرمن
هرمن یا هرمان (در انگلیسی و هلندی:Herman، در آلمانی:Hermann) نامی است ویژهٔ مردان. این نام در میان گویشوران زبان‌های دیگری چون سوئدی، نروژی، دانمارکی و اسلونیایی نیز رواج دارد. همچنین برابر فرانسوی این نام آرمان و برابر ایتالیی، پرتغالی و اسپانیایی‌اش آرماندو است.
هرمن یک نام ژرمن است، تشکیل‌شده از دو بخش hari به معنای سپاه و man به معنای مرد، که روی هم‌رفته معنای مردِ سپاهی را می‌رساند. نخستین بار این نرمن‌ها بودند که این نام را با خود به بریتانیا بردند. ولی پس از آنان استفاده از آن متوقف‌شد تا اینکه در سدهٔ نوزدهم بار دیگر در جهان انگلیسی‌زبان رواج‌یافت. 
در سال ۲۰۱۳ میلادی نام هرمن ۵۱اُمین نام محبوب میان مردان در کشور نروژ بود.

## منبع
- Behind the Name